# Brownfield (Texas)
Brownfield è un comune degli Stati Uniti d'America, situato in Texas, nella contea di Terry, della quale è anche il capoluogo.